# Pontus Reuterswärd
Carl Pehr Pontus Reuterswärd, född 4 oktober 1871 i Örebro, död 25 maj 1949 i Stockholm, var en svensk arméofficer (generallöjtnant).

## Biografi
Reuterswärd avlade mogenhetsexamen i Örebro 1889 och påbörjade därefter en militär karriär. Officersexamen avlade han 1891 och var chef för Infanteriets officersaspirantskola i Karlsborgs garnison 1915–1916. Han gjorde sig känd som trupputbildare och återfanns kommenderad vid utländska trupper, bland annat verkade han som militärattaché samt besökte den österrikisk-ungerska fronten 1916. Senare studerade han trupputbildningen vid de finska och tyska arméerna. År 1922 utnämndes han till överste och chef för Skaraborgs regemente. År 1930 blev han kommendant i Boden och generalmajor 1933 samt militärbefälhavare för Övre Norrlands trupper (1933–1937). Två år efter sitt avsked befordrades han till generallöjtnant 1939.
Reuterswärd var även verksam inom det kommunala livet, bland annat i stadsfullmäktige i Skövde 1922–1930. Efter sitt yrkesverksamma liv ägnade han sig åt författarskap.
Pontus Reuterswärd var son till översten Pontus Henrik Wilhelm Reuterswärd och Adèle Brändström. Diplomaten Edvard Brändström var hans morbror och elektroingenjören och företagsledaren Carl Reuterswärd var hans bror. År 1905 gifte han sig med Eva Thurinna Uggla. Makarna var föräldrar till överstarna Wilhelm och Carl Reuterswärd och till juristen Edvard Reuterswärd.

## Utmärkelser
- Riddare av Svärdsorden, 1912[4]
- Riddare av Nordstjärneorden, 1922[5]
- Kommendör av andra klassen av Svärdsorden, 1925[6]
- Kommendör av första klassen av Svärdsorden, 1928[7]
- Kommendör med stora korset av Svärdsorden, 1943[8]